# David Warbeck
David Warbeck (David Mitchell; 17 de noviembre de 1941 - 23 de julio de 1997) fue un actor y modelo neozelandés, reconocido principalmente por su participación en películas de terror europeas en las décadas de 1970 y 1980. En 1981 protagonizó la película de Lucio Fulci El más allá, su actuación más recordada.

## Filmografía

### Cine
| Año  | Título                              | Papel                           | Notas                            |
| ---- | ----------------------------------- | ------------------------------- | -------------------------------- |
| 1969 | Wolfshead: The Legend of Robin Hood | Robert de Locksley              |                                  |
| 1970 | My Lover, My Son                    | Kenworthy                       |                                  |
| 1970 | Trog                                | Alan Davis                      |                                  |
| 1971 | Journey to Murder                   | Chris                           |                                  |
| 1971 | Twins of Evil                       | Anton Hoffer                    |                                  |
| 1971 | A Fistful of Dynamite               | Sean Nolan                      | En español: "¡Agáchate maldito!" |
| 1973 | Black Snake                         | Charles Walker / Ronald Sopwith |                                  |
| 1974 | The Sex Thief                       | Grant Henry                     |                                  |
| 1974 | Craze                               | Detective Wilson                |                                  |
| 1975 | Cry, Onion!                         | Villano                         |                                  |
| 1976 | Il comune senso del pudore          | L'amante di Lady Chatterley     |                                  |
| 1980 | The Last Hunter                     | Henry                           |                                  |
| 1981 | The Black Cat                       | Inspector Gorley                |                                  |
| 1981 | The Beyond                          | Dr. John McCabe                 |                                  |
| 1982 | Tiger Joe                           | Tiger Joe                       |                                  |
| 1982 | Hunters of the Golden Cobra         | Bob Jackson                     |                                  |
| 1982 | Panic                               | Kirk                            |                                  |
| 1984 | Lassiter                            | Muller                          |                                  |
| 1984 | The Ark of the Sun God              | Rick Spear                      |                                  |
| 1985 | Miami Golem                         | Craig Milford                   |                                  |
| 1985 | Formula for a Murder                | Craig                           |                                  |
| 1988 | Ratman                              | Fred Williams                   |                                  |
| 1988 | Domino                              | Blind                           |                                  |
| 1990 | Il ragazzo delle mani d'acciaio     | John Foster                     |                                  |
| 1991 | Arizona Road                        | Agente del FBI                  |                                  |
| 1992 | Mean Tricks                         | Frank Mendoza                   |                                  |
| 1993 | Attrazione pericolosa               | Lanfranco De Molinis            |                                  |
| 1993 | Breakfast with Dracula              |                                 | en italiano: Un vampiro a Miami  |
| 1996 | Fatal Frames                        | Bonelli                         |                                  |
| 1996 | Sick-o-pathics                      | Dr. Loonies                     | Segmento: "Aeropophagus"         |
| 1997 | Pervirella                          | Amicus Reilly                   |                                  |
| 1997 | Sudden Fury                         | Pike                            |                                  |
| 1998 | Razor Blade Smile                   |                                 |                                  |

### Televisión
| Año       | Título                         | Papel                  | Notas       |
| --------- | ------------------------------ | ---------------------- | ----------- |
| 1968      | Journey to the Unknown         | Chris                  | 1 episodio  |
| 1968      | Treasure Island                | Abraham Grey           | 5 episodios |
| 1969      | The Borderers                  | Sentry                 | 1 episodio  |
| 1969      | The Elusive Pimpernel          | Joshua Clutterbuck     | 1 episodio  |
| 1970      | The Mating Machine             |                        | 1 episodio  |
| 1970–1971 | UFO                            |                        | 2 episodios |
| 1971      | Armchair Theatre               | Nico                   | 1 episodio  |
| 1973      | Spy Trap                       | Douglas Armstrong      | 3 episodios |
| 1974      | Thriller                       | Robert Miller          | 1 episodio  |
| 1974      | Marked Personal                | Dave Buckley           | 2 episodios |
| 1974      | Not On Your Nellie             | Fotógrafo              | 1 episodio  |
| 1974      | Notorious Woman                | Stephane de Grandsagne | 1 episodio  |
| 1984      | Minder                         | Roger Collins          | 1 episodio  |
| 1987      | Treasure Island in Outer Space | Dr. Livesey            | Miniserie   |
| 1992      | Golden Kimono Warrior          | Alfred Jones           | 6 episodios |